# Tarnówka (gmina Dąbie)
Tarnówka – wieś w Polsce położona w województwie wielkopolskim, w powiecie kolskim, w gminie Dąbie.
Wieś szlachecka położona była w drugiej połowie XVI wieku w powiecie łęczyckim województwa łęczyckiego. W latach 1975–1998 miejscowość należała administracyjnie do województwa konińskiego.